# SN 2005jp
SN 2005jp – supernowa typu Ia odkryta 28 października 2005 roku w galaktyce A020950-0003. W momencie odkrycia miała maksymalną jasność 22,10m.